# La caduta de' Decemviri
La caduta de' Decemviri (« La Chute des Décemvirs ») R.345.33, est un dramma per musica en trois actes du compositeur italien Alessandro Scarlatti sur un livret de Silvio Stampiglia, créé le 15 décembre 1697 au Teatro San Bartolomeo de Naples. Le sujet est emprunté à Tite-Live (première décade, livre III). Le compositeur dédie l'œuvre à Maria de Giron y Sandoval.
Le livret est repris en 1723 par Giovanni Porta et Domenico Sarro, puis en 1727, par Leonardo Vinci.
À noter le soin particulier que prend le compositeur à ménager des épisodes comiques à la fin des deux premiers actes, où il « fait preuve d'un humour subtil et piquant ».

## Rôles
| Rôle                              | Type de voix    | Distribution à la création          |
| --------------------------------- | --------------- | ----------------------------------- |
| Virginia, fille de Lucio Virginio | soprano         | Livia Costantini, « la Polacchina » |
| Claudia                           | soprano         | Vittoria Tarquini, « la Bombace »   |
| Appio Claudio                     | soprano castrat | Matteo Sassano, « il Matteuccio »   |
| Lucio Virginio, soldat romain     | ténor           | Giovanni Buzzoleni                  |
| Icilio                            | soprano castrat | Nicolò Grimaldi, « il Nicolino »    |
| Flacco (Marco Claudio)            | basse           | Giovanni Battista Cavana            |

## Argument
À Rome au Ve siècle av. J.-C., le décemvir Appio Claudio est épris de Virginia, promise à Icilio par son père, le soldat Lucio Virginio. Claudio tente de la séduire mais en vain. Il charge Flacco d'enlever la fille sous prétexte qu'elle serait une esclave. Sa tentative échoue et il recourt au droit, se présentant au tribunal d'Appio Claudio... et obtient gain de cause. Quand il réalise qu'il ne peut se soustraire à l’infamie que par la mort, Lucio tue Virginia. Le peuple s'en prend à Appio Claudio, qui fuit et se donne la mort.

## Édition moderne
- La caduta de' decemviri, éd. de Hermine Weigel Williams, coll. « The operas of Alessandro Scarlatti » dir. Donald Jay Grout, Vol. VI, Harvard University Press, 1980,  (ISBN 0-674-64032-2), (OCLC 715571295)[3].